# Вануйто
Вануйто (нен. Вануйта” яха) — река в Надымском районе Ямало-Ненецкого АО. Образована слиянием Левого Вануйто и Правого Вануйто, длина составляет 10 км, устье находится в 109 км по правому берегу реки Обь (Надымская Обь).
Название означает на ненецком языке «река рода Вануйта».

## Данные водного реестра
По данным государственного водного реестра России относится к Нижнеобскому бассейновому округу, водохозяйственный участок реки — Обь от города Салехард и до устья, речной подбассейн реки — бассейны притоков Оби ниже впадения Северной Сосьвы. Речной бассейн реки — (Нижняя) Обь от впадения Иртыша.
Код объекта в государственном водном реестре — 15020300212115300035323.